# Santon (kulle)
Santon är en kulle i Tjeckien. Den ligger i den östra delen av landet, 200 km sydost om huvudstaden Prag. Toppen på Santon är 296 meter över havet.
Terrängen runt Santon är platt söderut, men norrut är den kuperad. Terrängen runt Santon sluttar söderut.Runt Santon är det tätbefolkat, med 257 invånare per kvadratkilometer. Närmaste större samhälle är Brno, 11,3 km väster om Santon. Trakten runt Santon består till största delen av jordbruksmark.